# Dirección General de Cinematografía y Teatro
La Dirección General de Cinematografía y Teatro (DGCT) fue un organismo español, con rango de Dirección General, encargado de la administración del cine y el teatro, incluida la censura en ambos campos, durante la dictadura de Francisco Franco.

## Historia
Inicialmente desarrollada en 1946 mediante decreto de 31 de diciembre de 1945 e incluida como sección de la Subsecretaría de Educación Popular del Ministerio de Educación Nacional, Gabriel García Espina fue el primer responsable al frente de la nueva Dirección General.
En la remodelación ministerial de 1951 se le retiraron diversas atribuciones al Ministerio de Educación, dudándose de la capacidad del nuevo titular Joaquín Ruiz-Giménez como censor, asignando estas —incluida la DGCT— a la cartera de nueva creación de Información y Turismo, en poder de Gabriel Arias-Salgado.
A partir de 1962, durante el segundo período de dirección, pretendidamente aperturista, de José María García Escudero, en un nuevo contexto para el régimen, se alentó y patrocinó desde la DGCT lo que fue llamado «Nuevo Cine Español», cuyos cineastas en cualquier caso no llegaron a estar totalmente eximidos de la actividad censora.
Desapareció como tal a finales de 1967 al degradarse al rango de subdirección (incluida dentro de la nueva Dirección General de Cultura Popular y Espectáculos, dirigida por Carlos Robles Piquer), alegándose recortes presupuestarios.